# Базарна площа (Миколаїв)
База́рна пло́ща — одна з найстаріших площ міста Миколаїв, що існувала протягом 1830—1980-х років.
Площа слугувала головним центром торгівлі всього міста і в роки свого розквіту займала площу близько шести кварталів, обмежуючись вулицями Херсонською (нині — Центральний проспект), Привозною (Панаса Саксаганського), Соборною і Глазенапівською (Захисників Миколаєва).

## Назва
Базарна площа — єдина площа Миколаєва, чия назва була зазначена на плані міста 1832 року. Однак спочатку називалася Привозною, іноді скорочено — Привоз. Назва дана за торговельним призначенням площі: тут розташовувався головний міський ринок, де торгували «з привозу», тобто з возів. У наступні роки площа, що займала велику територію, називалася Базарною від татарського слова, що укорінилося на півдні — базар, тобто ринок.
Після замаху на Олександра II на перехресті Херсонської і Соборної вулиць було збудовано каплицю в ім'я імператора, а площу перейменували на Олександрівську, проте ненадовго — незабаром назва була скасована.

## Історія
Сама площа існує приблизно з 1803 року. Свою першу назву в документах отримала ще у 1822 році, а остаточно була закріплена на плані міста 1832 року.
Базарна площа — одна з найстаріших у місті, проте спочатку знаходилася в іншому місці. У перші роки після заснування верфі базарної площі ще не існувало, а торгівля відбувалася в кам'яних крамницях на Магістратській, сучасній Соборній площі, у великих Грецьких рядах на Адміральській вулиці, а потім і в Гостинних рядах, зведених на Соборній вулиці. Тільки за часів правління О. С. Грейга як військового губернатора, який сприяв розвитку торгівлі, у місті було відведено окреме місце під міський ринок. Усвідомлюючи, що з розвитком міста розвиватиметься і торгівля, Грейг розпорядився відвести під базар велику площу неподалік від центру, що займала кілька міських кварталів. На плані Миколаєва близько 1832 року, підписаному інженер-полковником Крештмаром, вже зустрічаються кілька пунктів, що стосуються ринкової торгівлі: «Крамниці для продажу м'яса, старі», «М'ясний ряд», «Привізна площа» і «Міська важня».
Остаточно Базарна площа сформувалася наприкінці XIX століття, коли Миколаїв став розвиватися як торговельне місто і морський порт. У цей час базар займав понад шість міських кварталів, розташованих між вулицями Херсонською (нині — Центральний проспект), Привозною (Панаса Саксаганського), Соборною та Глазенапівською (Захисників Миколаєва). Прямо посередині Херсонської вулиці були зведені великі м'ясні крамниці з льодовиками в підвалах для зберігання м'яса, потім йшли рибні та інші крамниці, тріскодільний ряд тощо. Загалом понад 15 одноповерхових будівель магазинів і крамниць, а між вулицями Привозною і Рибною (нині Ігоря Бедзая) знаходився великий «Привоз» — площа, де торгували з возів.
Базар швидко розвивався і згодом для розширення обороту було зайнято під павільйони і для торгівлі з місця навіть ділянку Херсонської вулиці від Чернігівської (вулиця Шнеєрсона) до Соборної. У 1883 році Базарну площу вимостили гранітною бруківкою, на якій звели нові приміщення для торгівлі.
За свою історію Базарна площа і сам базар пережили кілька потрясінь, серед яких кілька пожеж. Особливо велика пожежа сталася в ніч з 3 на 4 квітня 1895 року, коли згоріло 225 крамниць з товаром. Базар став свідком Березневого повстання, коли протягом 22—29 березня 1918 року здійнялося стихійне повстання, спрямоване проти австро-німецьких військ в результаті їх поведінки стосовно портового і продовольчого майна, а також політичної напруженості.
У 1883—1884 роках на перетині Херсонської та Соборної вулиць спорудили каплицю на згадку про вбитого царя Олександра II. У 1915 році ця ділянка базару отримала назву Олександрівської площі, а велика частина, що примикала до Глазенапівської вулиці — Глазенапівської, таким чином Базарну площу фактично розділили на декілька частин. Після Жовтневого перевороту каплиця була закинута, через що там облаштувалися безпритульні і кримінальні елементи. У вересні 1929 року Олександро-Невську каплицю було зруйновано, а майно передано до Різдвяного собору.
Базар проіснував майже до кінця XX століття. У 1957 році було зведено новий Центральний ринок на Центральному проспекті і головний центр торгівлі міста змістився в інший район. Площа забудовувалася житловими будівлями, було споруджено Обласний палац культури, а в 1982 році на місці базару відкрився дитячий парк розваг — дитяче містечко «Казка».
Однією з головних локацій містечка став амфітеатр з ігровою залою. За словами головного архітектора дитячого містечка, Вадима Попова, амфітеатр виник здебільшого з практичних цілей: треба було щось робити з підвальними приміщеннями колишнього м'ясного павільйону. Їх хотіли знести, але архітекторка Ольга Попова запропонувала розмістити в них ігрові автомати, а навколо — чашу амфітеатру. Таким чином зник останній атрибут головного базару міста, а разом з ним і вся площа.